# Acraea reversa
Acraea reversa är en fjärilsart som beskrevs av Eltringham 1912. Acraea reversa ingår i släktet Acraea och familjen praktfjärilar. Inga underarter finns listade i Catalogue of Life.